# 8056 Тік
8056 Тік (8056 Tieck) — астероїд головного поясу, відкритий 24 вересня 1960 року.
Тіссеранів параметр щодо Юпітера — 3,393.